# Refugio
Refugio [rᵻˈfjʊəri.oʊ] är administrativ huvudort i Refugio County i Texas.  Enligt 2010 års folkräkning hade Refugio 2 890 invånare.

## Kända personer från Refugio
- Joseph L. Galloway, författare
- Nolan Ryan, basebollspelare